# 楽園のトリコ
「楽園のトリコ」（らくえんのとりこ）は、三浦理恵子の8枚目のシングル。1994年8月19日にポニーキャニオンから発売された。

## 概要
タイトル曲はNHKアニメ『モンタナ・ジョーンズ』イメージソングとして使用。また、三浦理恵子がポニーキャニオンで発売した最後のシングルとなった。

『アイドルオンステージ』でCoCo解散後のソロ登場時も含めて歌われることが多かった楽曲でもある。

## 収録曲
1. 楽園のトリコ [3:55]
作詞：長友博文、補作詞：及川眠子、作曲：小森田実、編曲：新川博
  - おおむね原曲とアニメのバージョンは共通したアレンジとなっているが、前奏部などに違いが見られる。また、歌詞も一部異なる。
2. かなしい秘密 [4:09]
作詞：及川眠子、作曲：羽田一郎、編曲：新川博
3. 楽園のトリコ（オリジナル・カラオケ） [3:55]
4. かなしい秘密（オリジナル・カラオケ） [4:07]